# Route nationale 92 (Grèce)
Pour les articles homonymes, voir Route nationale 92.
La route nationale 92 (en grec moderne : Εθνική Οδός 92, en abrégé EO92) est une route en Crète, dans le centre de l'île.

## Description
La route nationale 92 (route EO92), également connue sous le nom de route nationale Chersonissos–Arkalochori, est une voie express en Grèce. Elle mesure 40 km de long. Le nouvel aéroport d'Héraklion se trouvera sur cet axe routier.